# Forbante (Iliade)
Nella mitologia greca Forbante era il ventiseiesimo figlio di Priamo, re di Troia, e di Epitesia, figlia di Stasippo, noto per la fiducia che gli dei nutrivano in lui e nella sua famiglia.

## Il mito
Forbante era fra tutti i cittadini di Troia il più benvoluto da Ermes, il messaggero degli dei; cittadino pacifico, godeva delle sue greggi. Viene citato nell'Iliade per il valore del suo unico figlio Ilioneo, avuto dalla propria moglie, che perì durante la guerra di Troia, pur avendo ereditato dal padre l'appoggio della divinità.

### Fonti
- Omero, Iliade XIV, 490-491

### Traduzione delle fonti
- Omero, Iliade, quinta edizione, Bergamo, BUR, 2005, ISBN 88-17-17273-1. Traduzione di Giovanni Cerri

### Moderna
- Luisa Biondetti, Dizionario di mitologia classica, Milano, Baldini&Castoldi, 1999, ISBN 88-8089-725-X.